# Ian Lucas
Pour les articles homonymes, voir Lucas.
Ian Colin Lucas (né le 18 septembre 1960) est un homme politique du parti travailliste britannique, qui est député de Wrexham de 2001 à 2019. Il est Sous-secrétaire d'État parlementaire chargé des affaires et de la réforme de la réglementation au ministère des Affaires, de l'Innovation et des Compétences de 2009 jusqu'à la défaite du Labour aux élections générales de 2010.

## Jeunesse
Il est né et grandit dans un logement social à Gateshead, le deuxième fils de Colin et Alice Lucas. Son père travaille comme ingénieur des procédés dans une usine locale, et a servi dans l'armée de 1942 à 1947 pendant la Seconde Guerre mondiale. Il fréquente le Greenwell Junior High School sur Beacon Lough Road à Gateshead puis la Newcastle Royal Grammar School, et obtient une place au New College de l'Université d'Oxford pour étudier la jurisprudence obtenant un BA en 1982. Il est diplômé de la faculté de droit en 1983 et est admis comme avocat en 1985.

## Carrière professionnelle
Il est avocat exerçant à Londres de 1983 à 1986, mais déménage à Wrexham en 1986, se spécialisant en droit pénal et en droit des blessures corporelles pour Percy Hughes et Roberts à Chester jusqu'en 1987. Il travaille pour Lees Moore et Price à Birkenhead jusqu'en 1989. Il travaille ensuite pour Roberts Moore Nicholas Jones jusqu'en 1992 à Wrexham.
En 1992, il s'installe à Oswestry dans le Shropshire pour travailler pour le Dr Crawford, et créé son propre cabinet, Crawford Lucas en 1997. Cette décision est précipitée en raison de désaccords avec son ancienne entreprise lorsqu'il a organisé des manifestations contre les coupes dans l'aide juridique. Il est associé de Stevens Lucas de 2000 à 2001. Après la mort de Diana, princesse de Galles en 1997, Ian Lucas représente Trevor Rees-Jones (garde du corps de Diana et survivant de l'accident) dans une bataille juridique avec Mohamed Al-Fayed.

## Carrière politique
En 1986, il rejoint le Parti travailliste et devient président de la branche de Wrexham. Il est membre du conseil communautaire de Gresford de 1987 à 1991. Il se présente au siège traditionnellement conservateur de North Shropshire aux élections générales de 1997, mais est battu de peu. Il est administrateur d'école et membre du conseil d'un hôpital local.
Il est ensuite sélectionné pour Wrexham et remporte le siège en 2001.
Il est secrétaire privé parlementaire de Bill Rammell, ministre d'État à la formation tout au long de la vie, au perfectionnement et à l'enseignement supérieur. Il démissionne de son poste de PPS le 6 septembre 2006, en raison du refus de Tony Blair de donner une date pour sa démission en tant que Premier ministre. Les députés travaillistes gallois Wayne David et Mark Tami démissionnent le même jour.
Lucas est promu par Gordon Brown lors du remaniement d'octobre 2008, au poste de whip adjoint du gouvernement. Il entre ensuite au gouvernement en tant que ministre pour la première fois lors du remaniement de juin 2009, devenant sous-secrétaire d'État parlementaire aux entreprises et à la réforme de la réglementation au ministère des Affaires, de l'Innovation et des Compétences, et occupe ce poste jusqu'à ce que le gouvernement travailliste quitte ses fonctions en mai 2010 . Il est alors le ministre de l'ombre pour le Moyen-Orient et l'Afrique. Il est membre du comité restreint de l'audit environnemental et du comité restreint des transports.
Il s'intéresse à l'énergie durable, à la décentralisation des pouvoirs au Pays de Galles et aux liens avec l'Allemagne. Il est membre à la fois des Amis travaillistes d'Israël et des Amis travaillistes de Palestine et du Moyen-Orient .
Bien que sa circonscription ait voté pour quitter l'Union européenne lors du référendum de 2016, Lucas soutient un deuxième référendum sur l'adhésion du Royaume-Uni à l'UE . Il soutiendrait le maintien dans l'Union européenne en cas d'un tel vote.
Il soutient Owen Smith dans la tentative ratée de remplacer Jeremy Corbyn lors de l'élection à la direction du Parti travailliste (Royaume-Uni) en 2016 .
Lucas ne s'est pas présenté aux élections générales de 2019 .